# Фантазм 2
«Фантазм 2» (англ. Phantasm II) — американский фильм ужасов режиссёра Дона Коскарелли. Продолжение фильма «Фантазм» и 2 часть франшизы «Фантазм». Сильно отличается от первой части, больше соответствуя жанру боевика, чем ужасам. 

## Сюжет
Фильм стартует сразу же с конца первой части. Майка похищают рабы Высокого Человека. Реджи, услышав странный шум в доме, кидается помочь парню, что в итоге ему удаётся, но приходится взорвать свой собственный дом. С тех пор они находятся в бегах.
После событий первой части проходит 6 лет. Молодая девушка Лиз видит в своих снах некоего Высокого человека, а также Майка, и мысленно призывает найти её, предчувствуя скорую погибель. В это время Майк, вышедший из психиатрической больницы, вместе с Реджи пытается начать жить по-прежнему, но в их планы врывается Высокий. Собрав оружие, друзья немедленно отправляются в погоню за неуловимым демоном, который продолжает уничтожать города и собирать армию мертвецов.
Проживающая в маленьком городе Парагорте Лиз становится свидетелем нескольких ужасных событий. Её бабушку похищают мертвецы, летающие сферы продолжают буравить головы нежданным гостям, а армия Высокого продолжает выкапывать могилы. Лиз понимает, что Высокий скоро придёт и за ней.
Майк, Реджи и случайная попутчица по имени Алхимия прибывают в мёртвый городок. Они находят Лиз, но в скором времени её похищает Высокий. Отправившись на её поиски, друзья освобождают девушку, уничтожают большинство демонов и самого Высокого, сумев ввести в его кровь кислоту. После герои убегают, но далеко уехать у них не получается. Алхимия оказывается демоном и нападает на Реджи, а Майка и Лиз неожиданно похищают карлики во главе с уцелевшим Высоким.

## В ролях
- Джеймс Легро — Майкл (Майк) Пирсон
- Реджи Бэннистер — Реджи
- Паула Ирвин — Лиз
- Саманта Филлипс — Алхимия
- Ангус Скримм — Высокий Человек (Верзила)
- Фил Фондакаро — гном в капюшоне (в титрах не указан)

## Награды и номинации
В 1990 году фильм получил номинации на премию «Сатурн» в категории «Лучшая работа гримёра».

## Факты
- В сцене в крематории, на мешках, в которые собирается пепел, есть имя Сэма Рэйми — режиссёра трилогии о зловещих мертвецах.
- На роль Майка пробовался Брэд Питт.
- На одном из могильных камней можно прочитать имя Алекса Мерфи (имя полицейского в фильме «Робокоп»).
- Это самый дорогой фильм серий — его бюджет составляет 3 миллиона долларов, однако, несмотря на это, он не окупил и половины бюджета.
- Так как за создание фильма на этот раз взялась студия Universal, главы компаний не хотели брать на главные роли Майкла Болдуина и Реджи Бэннистера, однако Коскарелли поставил ультиматум. В итоге режиссёру удалось «отвоевать» лишь Бэннистера, а Майкла пришлось заменить Джеймсом Легро.
- За весь фильм Высокий произносит лишь 10 фраз.